# The Aggression Scale
The Aggression Scale é un film del 2012 diretto da Steven C. Miller.
Pellicola thriller d'azione statunitense con protagonista Ray Wise.

## Trama
Un boss mafioso Bellavance, scopre che 50.000 dollari per la cauzione sono scomparsi e invia quattro sicari per recuperarli e per inviare un messaggio alle famiglie dei presunti ladri.